# Борха-Льянсоль де Романи, Хуан
Хуан де Борха-и-Льянсоль де Романи Старший (исп. Juan de Borja Llançol de Romaní, el mayor, итал. Juan Borgia Llançol de Romaní il Maggiore; 1446, Валенсия — 1 августа 1503, Рим) — испанский церковный деятель, кардинал. Первый из десяти кардиналов-племянников папы римского Александра VI.

## Биография
Родился в 1446 году в Валенсии. Сын Галсерана де Борха-и-Монкада и Теклы Альпикат де Наварро. Занимал должности каноника главного собора в Валенсии и пробста в Альбале.
Папа Сикст IV назначил Хуана де Борха апостольским протонотарием, а папа Иннокентий VIII назначил его губернатором Рима. У Хуана де Борха был незаконнорожденный сын по имени Галсеран.
13 сентября 1483 года Хуан де Борха был избран архиепископом Монреале на острове Сицилия. Он никогда не посещал свое архиепископство, но носил этот сан до самой смерти.
После избрания папой римским Александра VI Хуан де Борха 31 августа 1492 года получил сан кардинала-священника и титульную церковь Санта-Сузанна в Риме. В 1493—1497 годах он занимал должность апостольского администратора в Оломоуце.
8 мая 1494 года в качестве папского легата Хуан де Борха руководил коронацией в Неаполе короля Альфонса II. В 1490-х годах он также исполнял функции епископа в Мельфи и Ферраре. В конце 1494 года кардинал Хуан де Борха был отправлен папой римским, чтобы вести переговоры с королем Франции Карлом VIII, встретился с ним в Браччано и сопровождал в его до Рима. В январе 1495 года Хуан де Борха вместе с папой римским Александром VI в Замке Святого Ангела, чтобы избежать французского плена. Оттуда в мае того же года они отправились в Орвието, но в июне вернулись в Рим. После побега кардинала Асканио Сфорца в 1500 году Хуан де Борха был назначен исполняющим обязанности вице-канцлером Святой Римской Церкви.
24 апреля 1503 года Хуан де Борха был назначен титулярным латинским патриархом Константинополя. Скончался 1 августа 1503 года в Риме.